# Dirigieren

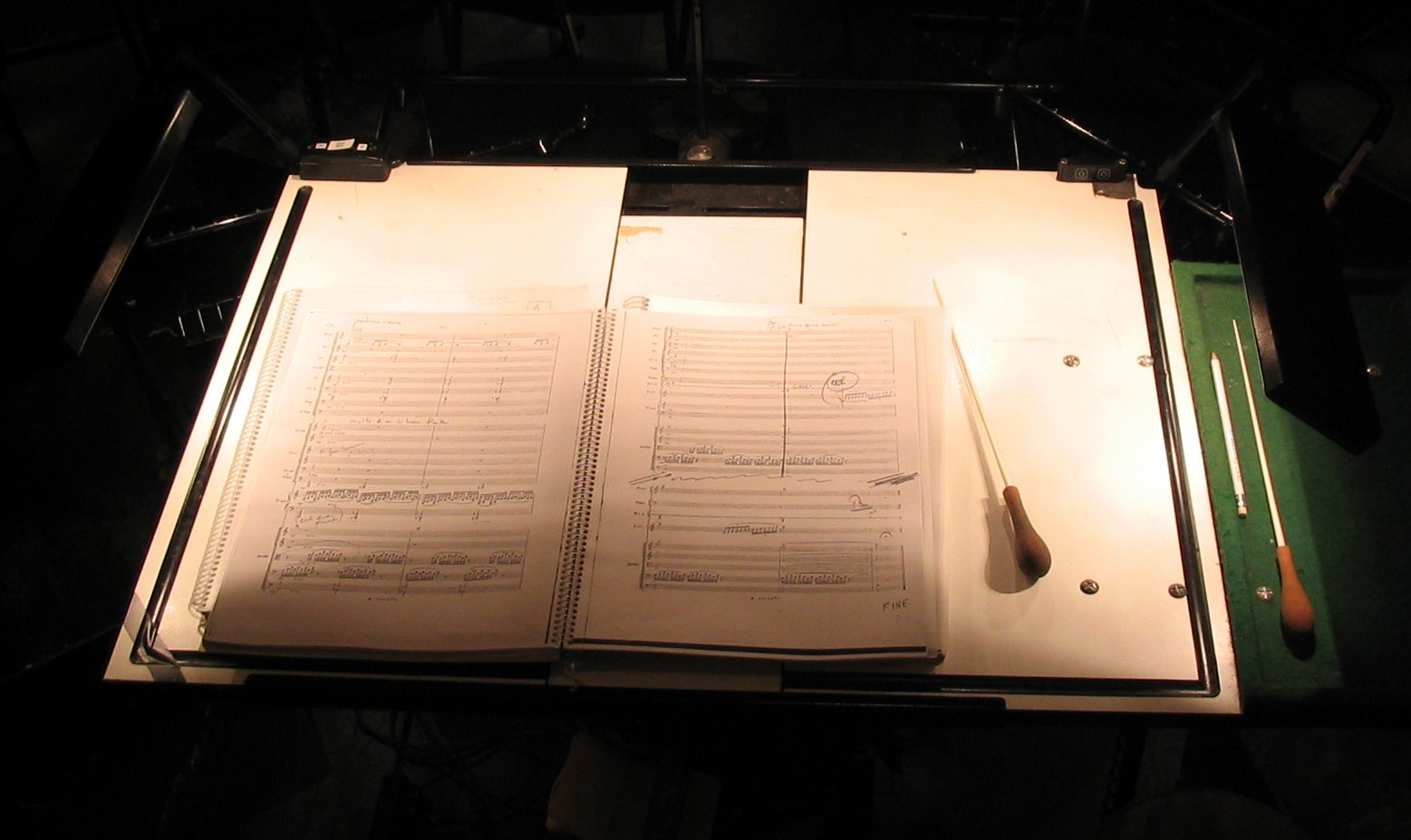
Dirigentenpult mit Partitur und Taktstöcken

Das Dirigieren ist eine Orientierungs-, Koordinierungs- und Gestaltungshilfe für die ausführenden Musiker eines Orchesters oder Chors oder eines anderen musizierenden Ensembles. Es wird hauptsächlich durch Handbewegungen des Dirigenten ausgeführt und erfüllt mehrere Funktionen: Es koordiniert die Musiker am Beginn und am Ende des Stücks sowie beim Einhalten des Takts, ferner werden ihre Einsätze angezeigt und der Dirigent beeinflusst fortlaufend die musikalische Gestaltung.
Das Dirigieren ist bestimmten historisch entwickelten Regeln und Techniken unterworfen. Der Takt wird durch Schlagfiguren angezeigt, die musikalische Gestaltung (z. B. Dynamik und Artikulation) durch weniger standardisierte Ausdrucksformen. Traditionsgemäß hält die rechte Hand des Dirigenten den Taktstock und führt die Schlagfiguren aus. Die gestische Vermittlung der musikalischen Gestaltung wird vor allem von der linken Hand übernommen.
Während der Begriff Dirigieren sich eher auf den Vorgang und das Handwerk bezieht, bezeichnen die Begriffe Dirigat und musikalische Leitung (oder einfach Leitung) eher das Dirigieren einer kompletten Aufführung. Mit der musikalischen Leitung kann auch die langfristige Leitung des Ensembles gemeint sein, einschließlich der Planungen und der Probenarbeit.

## Technik
Dirigieren ist die Kunst, musikalische Informationen in Echtzeit an ausführende Musiker zu übermitteln. Es gibt zwar keine absoluten Regeln des korrekten Dirigierens, und daher existieren eine große Anzahl verschiedener Dirigiertechniken und -stile, aber ein grundlegendes Verständnis für die Basiselemente musikalischen Ausdrucks (z. B. Tempo, Rhythmus, Artikulation, Dynamik) und die Fähigkeit, sie gestisch effektiv einem Ensemble zu übermitteln, ist nötig, um dirigieren zu können.

### Hände

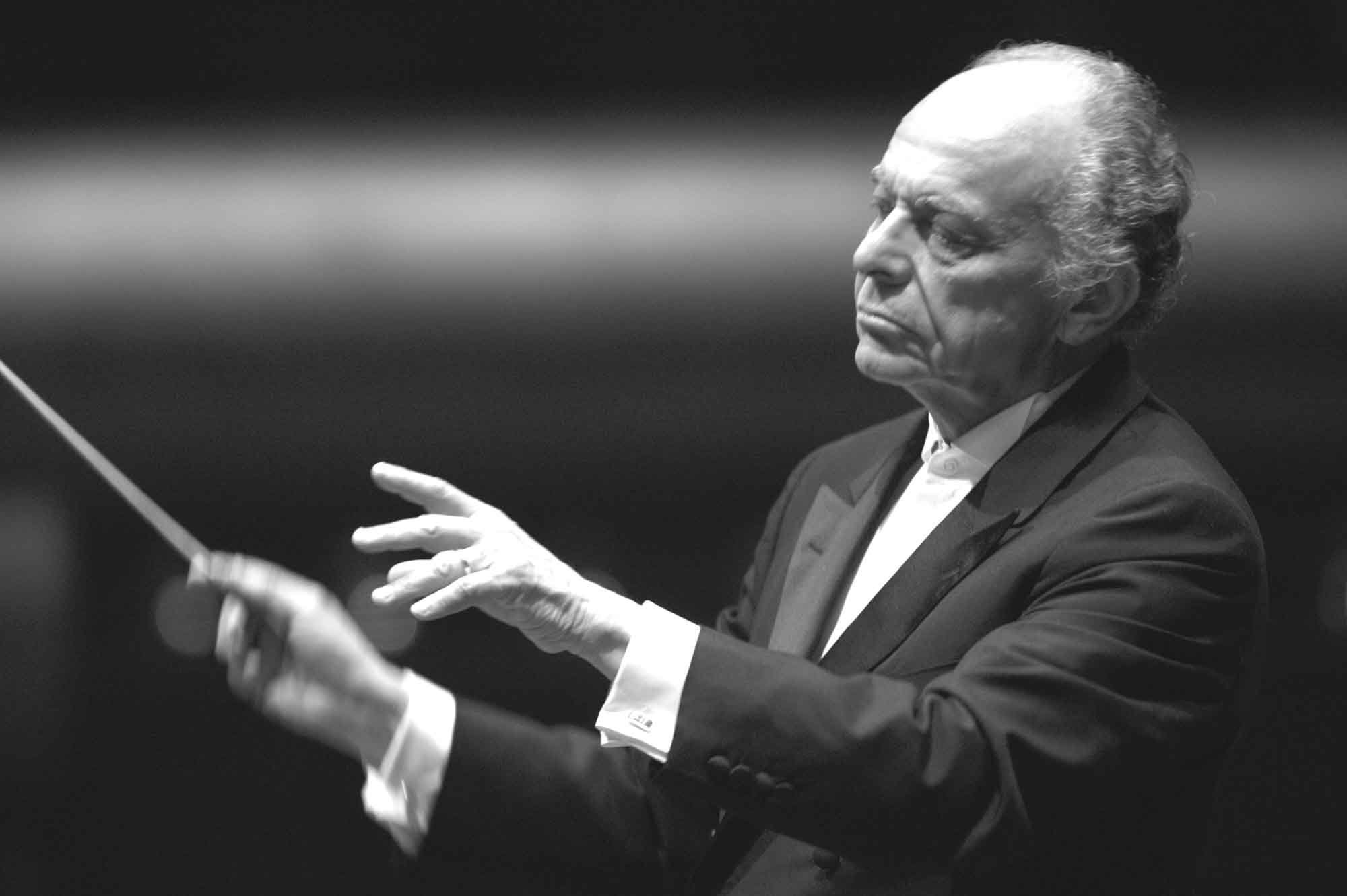
Lorin Maazel beim Dirigieren mit Taktstock

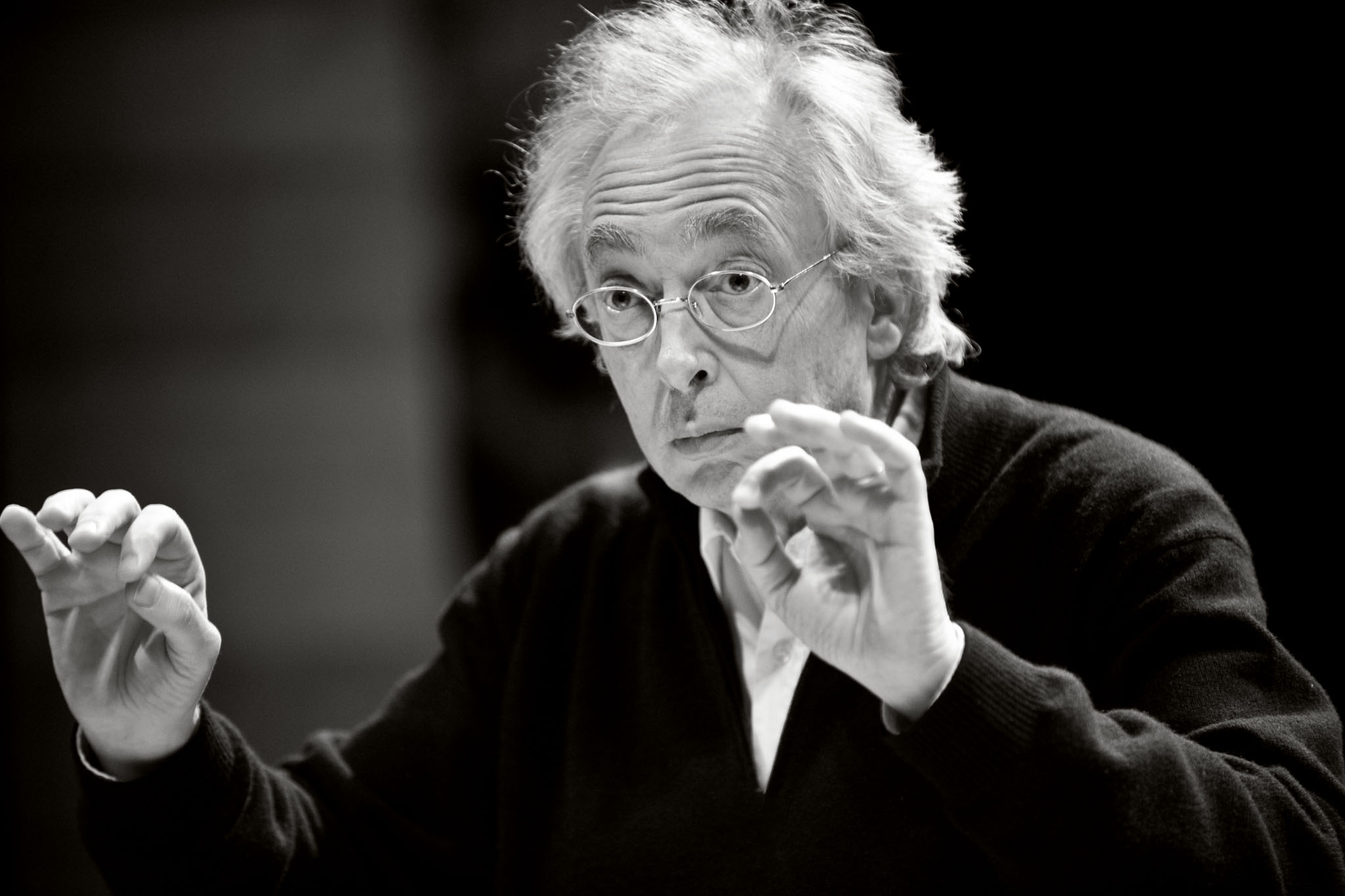
Philippe Herreweghe beim Dirigieren ohne Taktstock

Gemeinhin gilt jedoch für jede Taktart eine bestimmte Schlagfigur. Diese wird in der Regel mit der rechten Hand und mit einem Taktstock geschlagen. Die Fähigkeit, Ausdrucks- und Phrasierungsnuancen durch variable Gestik zu übermitteln, ist ebenso von Vorteil. Diese Nuancen sollten einerseits in die Schlagfiguren der rechten Hand inkorporiert werden, andererseits dient die linke Hand dazu, unabhängig von dem Schlagmuster der rechten Hand, diese durch verschiedene Gesten mit anzuzeigen und zu verdeutlichen.
Manche Dirigenten verzichten gelegentlich oder auch grundsätzlich auf den Taktstock und dirigieren nur mit den Händen.

### Haltung
Der Dirigent steht üblicherweise gerade, auf beiden Füßen und gut von allen sichtbar vor dem Ensemble, mit dem Rücken zum Publikumsbereich. Ist der Dirigent nicht von allen Ensemblemitgliedern sichtbar, wird ein Podest verwendet. Ein hoher Dirigierstuhl ist eine Möglichkeit, während langer Proben auch sitzend dirigieren zu können. Er wird allerdings im Konzert nur selten verwendet (z. B. von Sergiu Celibidache oder James Levine in deren letzten Jahren); im Orchestergraben der Oper hingegen öfter. Allgemein sollte der Dirigent zu allen Mitgliedern des Ensembles bei Bedarf sofort Blickkontakt aufnehmen können und genügend Bewegungsfreiheit haben.

### Schlagebene
Eine Voraussetzung für das Dirigieren ist die Beachtung der Schlagebene, auf die alle Schlagfiguren bezogen sind. Wenn die Schlagebene unklar ist, wird das Dirigieren ungenau, und entsprechend unklar wirkt das Signal auf das Ensemble. Die Schlagebene kann in bestimmten Grenzen vom Dirigenten individuell gewählt werden, und sie kann sich innerhalb eines Stückes vorübergehend ändern, zum Beispiel aufgrund einer Änderung der Dynamik oder der Orchestration.

### Anfang, Ende, Abbruch
Das Signal zum Beginn eines Stückes ist ein Schlag vor dem ersten Erklingen der Musik, dem Einsatzzeitpunkt der jeweils mitwirkenden Musiker. Dieser Schlag legt Tempo, Dynamik und Charakter der beginnenden Musik fest. Er wird Vorbereitungsschlag genannt und sollte in der Regel in kongruentem zeitlichem Verhältnis zur Schlaggeschwindigkeit der jeweils folgenden Schlagfigur bzw. des Metrums stehen.
Das Ende eines Stückes wird durch einen Abschlag gekennzeichnet. Dabei können die Hände mit den Unterarmen in einer kreisförmigen Bewegung gegen den Uhrzeigersinn vor dem Körper geschlossen werden. Alternativ werden die Arme nach einer ähnlichen Kreisbewegung schwungvoll nach außen gedreht, die Hand nach einer Kreisbewegung über oder vor dem Kopf zur Faust geschlossen oder ähnliches. Für leise Schlüsse werden auch nur die Finger zusammengeführt. Entscheidend ist der präzise angezeigte Zeitpunkt des Endes. Bei Stücken, die leise bis in die Stille hinein verklingen oder in theoretisch unendlicher Wiederholung in Lautlosigkeit verschwinden, wird ein decrescendo bis zur Bewegungslosigkeit des Dirigenten angezeigt.
Ein Abbruch inmitten des Stückes während einer Probe oder die Forderung nach Ruhe wird durch eine hoch erhobene, nach außen gekehrte Handfläche oder – mittlerweile antiquiert – ein wiederholtes Anschlagen des Taktstocks am Notenpult signalisiert.

### Tempo
Das Tempo wird durch rhythmisch gleiche Dirigiergesten (Schlagfiguren) gemeinhin mit der rechten Hand angezeigt; sie können bei Bedarf choreographisch mit dem Erlernen der Partitur einstudiert werden oder auch spontan sein. Die Schlagfiguren stehen hierbei im Dienst des zu regelnden Tempoflusses. Gleichzeitig stehen sie spontaner Gestik (meist der linken Hand) gegenüber, die allerdings vom Ensemble verstanden werden muss, damit sie wirken kann. Letzteres wird vor allem von professionellen Dirigenten angewandt. Eine allmähliche Tempoänderung wird durch langsamer werdende oder schneller werdende Schlagfiguren angezeigt; bei plötzlichem Tempowechsel hat sich ebenso das Tempo der Schlagfigur zeitgleich zu ändern.

„Nicht mit dem Taktschlagen ist es getan, sondern mit der restlosen Beherrschung des Taktschlagens beginnt überhaupt erst das Dirigieren, die Kunst, allen Ausdruck, jede sprachliche Nuance und manches andere in die Bewegung zu legen.“

### Dynamik
Dynamik – oder das Anzeigen der Lautstärke – kann auf verschiedene Arten erfolgen. Dynamik kann durch die Größe der Schlagfiguren angezeigt werden: Je größer die eingesetzten Gesten sind, desto lauter soll der Klang sein. Umgekehrt gilt das Gleiche. Wechsel in der Dynamik und Übergänge von der einen in die andere werden insbesondere mit der Hand angezeigt, die nicht zum Anzeigen des Taktes verwendet wird. Eine aufsteigende Bewegung (für gewöhnlich mit der Handfläche nach oben) signalisiert ein crescendo; eine Abwärtsbewegung (gewöhnlich mit der Handfläche nach unten) zeigt ein diminuendo an. Allerdings kann die Veränderung der Lautstärke unbeabsichtigt auch eine Veränderung des Tempos herbeiführen, da mit größerer Gestik auch für die Hände, die die Schlagfiguren ausführen, ein größerer Weg sowie mit kleinerer Gestik ein kürzerer, schnellerer Weg der Hände in derselben Zeit zurückzulegen ist. Insofern haben sich auch die Schlagfiguren der jeweiligen Dynamik durch Veränderung der Schlagfigurengröße anzupassen. Dies zu beherrschen gehört mit zum Erlernen des Dirigierens.
Darüber hinaus gibt es noch weitere individuelle Gesten, die sich auf die Dynamik beziehen. Eine nach oben offen gehaltene Handfläche der Hand, die nicht den Taktstock hält und/oder das Metrum schlägt, kann ebenso ein crescendo oder forte anzeigen wie eine nach unten offen gehaltene Handfläche ein diminuendo oder piano. Plötzliche Wechsel der Dynamik (forte oder piano) werden mit den entsprechend zeitgleich wechselnden Dirigiergesten (groß oder klein) angezeigt. Auch eine vor dem Oberkörper mit der offenen Handfläche nach vorn zeigende Hand kann ein plötzliches piano einfordern oder daran erinnern. Manche Dirigenten müssen für besonders intensive und laute Einsätze springen oder fast ihren gesamten Oberkörper bewegen, um die Größe der Bewegung deutlich von den vorhergehenden Gesten zu unterscheiden; umgekehrt gehen sie in die Knie und/oder beugen sich vor, um eine leise Dynamik anzuzeigen.
Individuelle Gesten und verschiedene Kombinationen aus dem vorher genannten sind vielfältig und nahezu unerschöpflich. Jeder Dirigent wählt eine für ihn authentische und das jeweilige Stück passende Möglichkeit.

### Einsätze
Wenn ein neues Instrument, eine andere Sektion des Orchesters oder eine andere Stimmgruppe zu spielen beziehungsweise zu singen beginnt, wird für die einsetzenden Beteiligten vorher meist ein Einsatz benötigt (englisch: „cue“). Technisch entspricht dies einem Auftakt. Ein Einsatz erfolgt, um dem oder den Beteiligten nach einiger Pausenzeit den korrekten Zeitpunkt des Einsatzes zu signalisieren und, wenn es eine Gruppe ist, sicherzustellen, dass dieser in absoluter Übereinstimmung und Gemeinsamkeit stattfindet. Ein Einsatz muss mit großer Präzision gegeben werden, damit alle beteiligten Musiker zusammen anfangen können. Die klare Konzentration auf den Musiker bzw. auf die Stimmgruppe und eine unmissverständliche Geste sind ebenso nötig wie ein kurzes Signal zum Beginn. Dabei sollte der Blickkontakt gehalten werden. Bei mehreren Einsätzen in kurzer Abfolge genügt auch meist der Blickkontakt oder ein Blick in die ungefähre Richtung des Musikers allein. Größere musikalische Ereignisse können deutlich sichtbarere Einsätze erfordern.

### Artikulation
Die Dirigiergeste oder der Schlag einer Schlagfigur ist charakteristisch für die Artikulation. Die Bewegung reicht von kurzen und scharfen, dabei hoch konzentrierten Bewegungen für ein staccato bis zu weichen und getragenen Bögen für ein legato. Viele Dirigenten verändern die Spannung der Hände und Arme: Angespannte Muskeln und rigide, schnelle Bewegungen können für „marcato“ (scharfe, gestoßene Artikulation) stehen, während entspannte Hände und Arme und deren sanfte, fließende Bewegungen legato oder espressivo ausdrücken. Manche Dirigenten benutzen für die korrekte Artikulation ihre gesamte Körperspannung. Da die Artikulation sich innerhalb eines Taktes und somit innerhalb einer Schlagfigur ändern kann, besteht die Kunst des Dirigierens mitunter darin, diese verschiedenen Bewegungsarten ständig miteinander kombinieren zu können.

### Phrasierung
Die Phrasierung wird ebenfalls über die Hände angezeigt, indem kleinere und größere sowie langsamere und schnellere Bewegungen ineinander übergehen. Bestenfalls wird aus der dirigentischen Geste zu ersehen sein, wohin eine Phrase zielt, sodass diese Intention von dem ausführenden Musiker umgesetzt werden kann. Eine Fermate (gehaltener Klang) wird dadurch angezeigt, dass die Dirigierbewegungen anhalten. Eine nach oben gehaltene offene Handfläche unterstützt das Halten des Klanges und zeigt dessen Dauer an.

### Intonation
Die Intonation wird durch die Stimmung der Instrumente vor der Probe oder dem Konzert geregelt. Im Sinfonieorchester ist es Aufgabe des Konzertmeisters, das Einstimmen zu initiieren; in der Regel erfolgt dies durch die Angabe des Kammertons „a“, der meist zwischen 435 und 445 Hz liegt und im Sinfonieorchester durch die Oboe angegeben wird. Bei A-cappella-Chorwerken wird der erste Ton oder Akkord vor dem Konzert über eine Stimmgabel vom Dirigenten angegeben.
Während der Proben sollte der Dirigent die Kontrolle über die Intonation des Ensembles haben. Für eine erfolgreiche Proben- und Aufführungsarbeit ist es erforderlich, dass der Dirigent ein gutes, untrügliches Gehör hat, mit dem er Ungenauigkeiten erkennen und korrigieren kann. Je genauer sein Gehör ist, desto minutiöser kann er in das Klangbild und die Klanggestaltung eingreifen. Innerhalb des Stückes kann der Dirigent über nach oben oder unten zeigende Handzeichen der freien Hand die Intonation einzelner Musiker oder Stimmgruppen korrigieren.

### Ausdruck
Die Mimik des Dirigenten, seine Gestik und seine Körperhaltung bzw. Körperspannung können den gewünschten Ausdruck eines Stückes zusätzlich verdeutlichen. Eine vorherige Verständigung über den Inhalt ist zwar manchmal sinnvoll, um etwaigen Übertreibungen vorzubeugen, andererseits erspart oft eine eindeutige gestische, körpersprachliche oder mimische Kommunikation im Probenverlauf die Unterbrechung und verbale Instruktion.

## Dirigieren von kleinen und großen Ensembles

### Kammerorchester, Streichquartett und Chor
Bei kleinen, kammermusikalischen Ensembles kann die Rolle des Dirigenten von einem der Ensemblemitglieder übernommen werden. Dies geschieht insbesondere bei Kammerorchestern durch den Konzertmeister und bei einem Streichquartett durch den ersten Geiger, genannt Primarius, indem diese während des Mitspielens Signale an das Ensemble geben. Ebenso bei A-cappella-Chören kann es einen Dirigenten innerhalb des Ensembles geben. Für diese auch eher angedeutete Form des Dirigierens bleibt der Musiker an seinem Platz und verständigt sich nonverbal über Blickkontakt und reduzierte Gestik, die vom Zuschauer nicht wahrgenommen werden soll, mit seinen Kollegen. Kleinere Orchester wurden noch im 18. Jahrhundert vom Tasteninstrument aus geleitet. Dabei wurden auch deutlichere Gesten verwendet.
Besonders ausgeprägt pflegt der Dirigent und Pianist Daniel Barenboim diese Sitte am Flügel, wenn er Klavierkonzerte aufführt. Lorin Maazel spielte gerne beim Dirigieren die Violine, zuletzt im Wiener Neujahrskonzert 2005 (Solostimme im Vorspiel der Geschichten aus dem Wienerwald von Johann Strauss).

„Oft ist es besser, gar nicht zu dirigieren, dann stört man wenigstens nicht.“

### Große Ensembles und Oper
Bei der Leitung einer mittelgroßen (Sinfonieorchester) oder sehr großen Gruppe von Musizierenden (Orchester mit Chor) wird ein Taktstock verwendet, der hauptsächlich dazu dient, kleinere Bewegungen der Hand über eine größere Entfernung hin sichtbar zu machen. Der Dirigent steht in diesem Falle gut sichtbar vor dem Ensemble mit dem Rücken zum Publikum, meist auf einem Podest. Eine Ausnahme sind hier Militärmusik und Festumzüge, bei denen das Orchester bzw. die Kapelle in Bewegung ist und der Dirigent mit marschiert.
In der Oper übernimmt der Dirigent eine Doppelrolle: er leitet die Sänger und Chöre auf der Bühne und das Orchester im Orchestergraben. Er muss für alle sichtbar sein, um das Zusammenspiel der beiden Ebenen einerseits stets zu koordinieren und andererseits Einfluss auf die Gestaltung der Aufführung nehmen zu können. Der Operndirigent steht mit dem Rücken zur Wand des Orchestergrabens und hat so das Orchester und die Bühne vor sich. Durch die Tatsache, dass die Musiker auf der Bühne durch die Regie räumlich in Bewegung sind, wird die Kommunikation zwischen Dirigent und ihnen erschwert. In diesem Fall werden zusätzlich die Bewegungen des Dirigenten behelfsweise von Monitoren seitlich der Bühne übertragen und/oder durch einen zweiten Dirigenten unterstützt, der so originalgetreu wie möglich die Bewegungen des ersten Dirigenten von einem Monitor übernimmt und weitergibt. In manchen Opernhäusern übernimmt der Souffleur zusätzlich diese Rolle, beispielsweise an der Metropolitan Opera in New York oder an der Königlichen Staatsoper Stockholm.

## Ausbildung

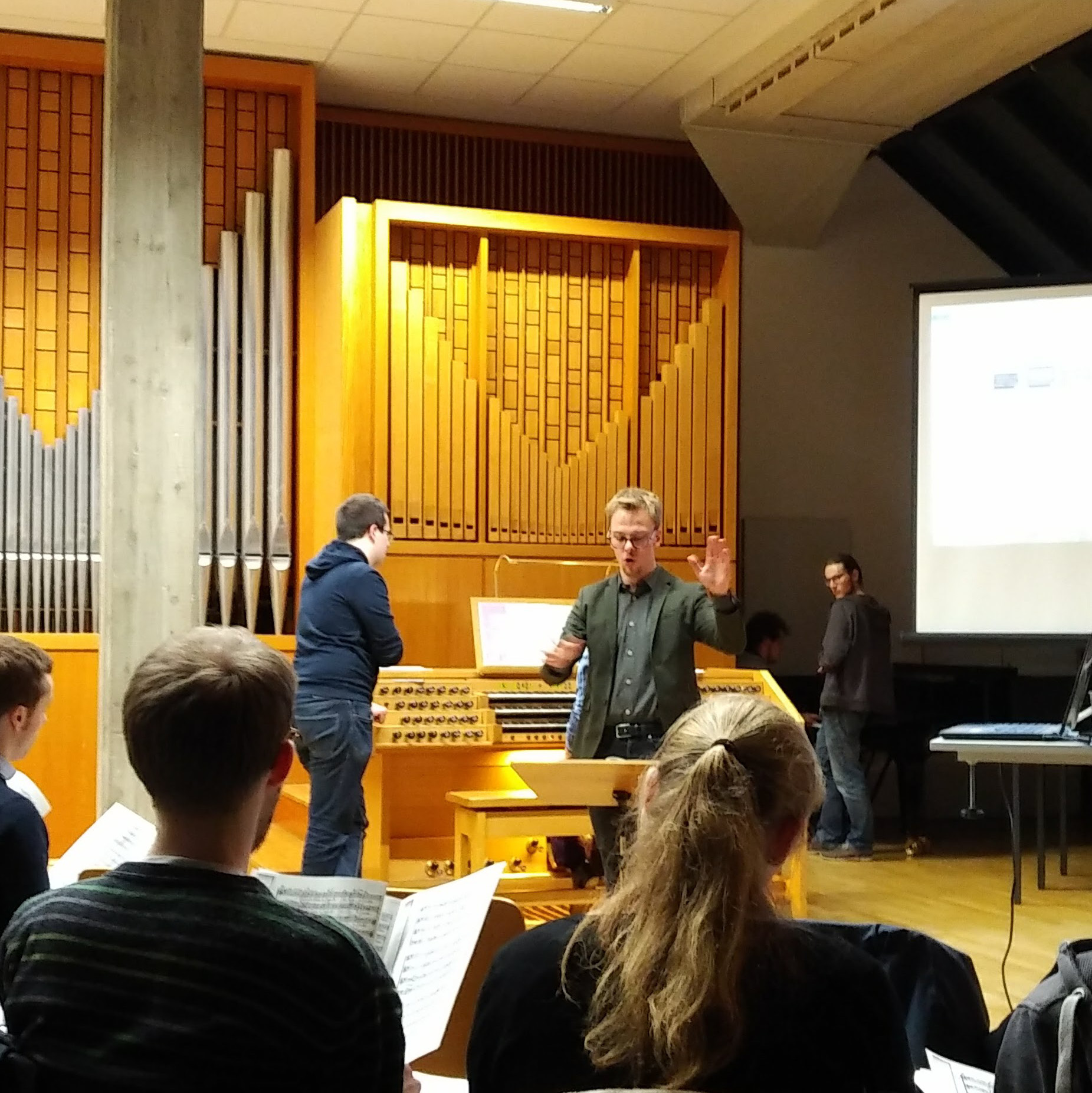
Übungsdirigat an der Musikhochschule Köln

Wenn es auch möglich ist, als Amateur oder ohne Ausbildung ein Ensemble zu dirigieren, so ist Dirigieren seit dem 19. Jahrhundert ein universitärer Studiengang von heutzutage vierjähriger Dauer, der von den meisten Musikhochschulen angeboten wird. Kirchenmusiker und Schulmusiker erhalten ebenfalls eine grundlegende Ausbildung in Ensembleleitung.

## Trivia
Legendär ist das „humoristische Festkonzert“ zum 100. Geburtstag der Berliner Philharmoniker. Loriots satirisches Beethoven-Dirigat brachte ihm durchaus Respekt des Orchesters ein.